# Philoliche adjuncta
Philoliche adjuncta är en tvåvingeart som först beskrevs av Walker 1848.  Philoliche adjuncta ingår i släktet Philoliche och familjen bromsar. Inga underarter finns listade i Catalogue of Life.